# Basílica de los Santos Justo y Pastor
La basílica de los Santos Justo y Pastor es una iglesia gótica situada en el distrito de Ciudad Vieja de Barcelona.

## Historia
Aunque la tradición la hace remontar al siglo IV, está documentada desde el 801 cuando el rey franco Luis el Piadoso impulsó la reconstrucción, y la advocación actual está testimoniada desde el siglo X.
La iglesia de los Santos Justo y Pastor fue cedida por los limosneros de Mir, el 985, en la catedral con todos los bienes, diezmos, primicias y derechos parroquiales. En su demarcación parroquial se situaban el Palacio Real Mayor de Barcelona y muchas residencias nobles de la ciudad, que colaboraron en la construcción de la iglesia.
La construcción de la iglesia gótica que podemos ver actualmente comenzó el 1 de febrero de 1342 y se prolongó hasta el 1574. Fue el último de los grandes templos góticos de Barcelona. Se construyó sobre la antigua iglesia románica y el solar de la antigua capilla de San Celonio. En 1363 ya estaban terminados los tres primeros tramos de la nave, la bóveda de los pies se acabaría en el siglo siguiente.
La construcción de la fachada y el campanario se alargó hasta el siglo XVI, y participaron los maestros de obras Pere Blai, Joan Safont y Joan Granja.
Durante el siglo XIX el coro pasó del centro de la nave al ábside, y para ello se adelantó el altar. También se reconstruyó la fachada en estilo neogótico entre los años 1880 y 1887, obra de Augusto Font Carreras. otras reformas fueron la de la capilla del Santísimo en 1904 por Augusto Font Carreras, cuando en 1944 se eliminó la policromía de la nave y las bóvedas del siglo XIX. En 1946 se restauró a las órdenes del arquitecto Jeroni Martorell.
En 1948 recibió el título de basílica menor, otorgado por el papa Pío XII.

## Edificio
Es una iglesia gótica formada por una nave central de cinco tramos cubierta por bóvedas de crucería con claves de bóveda policromadas, ábside poligonal y seis capillas rectangulares entre los contrafuertes a cada lado. Recorren la parte alta ventanas caladas con vidrieras de colores del siglo XVI.
Las fachadas son austeras y bastante simples; en la fachada principal se habían previsto dos torres, pero solo se llegó a construir una, situada a la derecha de la fachada y con forma semioctogonal.
El altar mayor que hay actualmente, y que sustituye a uno anterior realizado por Damián Forment, es del 1832, con seis columnas monolíticas de mármol de Tarragona en hemiciclo y media cúpula, de estilo neoclásico. Tiene esculturas de Agapito y Venancio Vallmitjana de 1854. Se venera una imagen de la Virgen de Montserrat, y la tradición cuenta que la imagen que se venera en Montserrat fue venerada en esta iglesia hasta que se escondió en la montaña para salvarla de la invasión musulmana; a pesar de esto, su culto solo está testimoniado desde principios del siglo XIX.

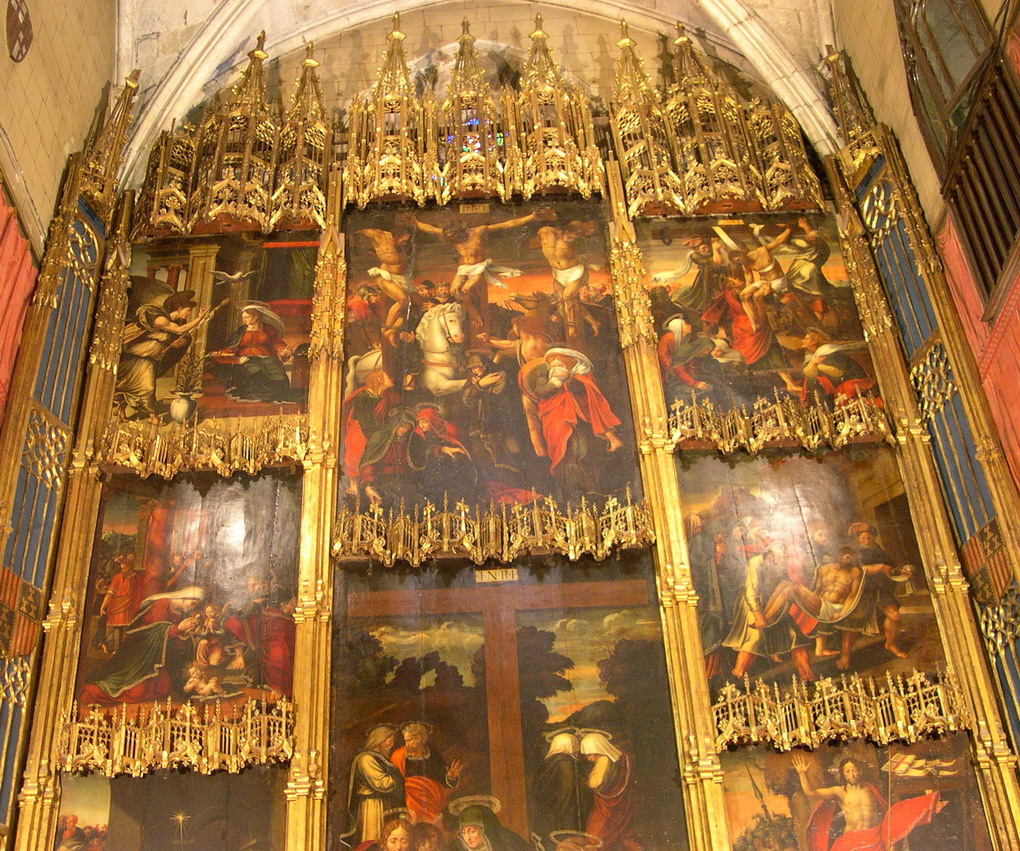
Retablo de la Pasión, del pintor Pere Nunyes.
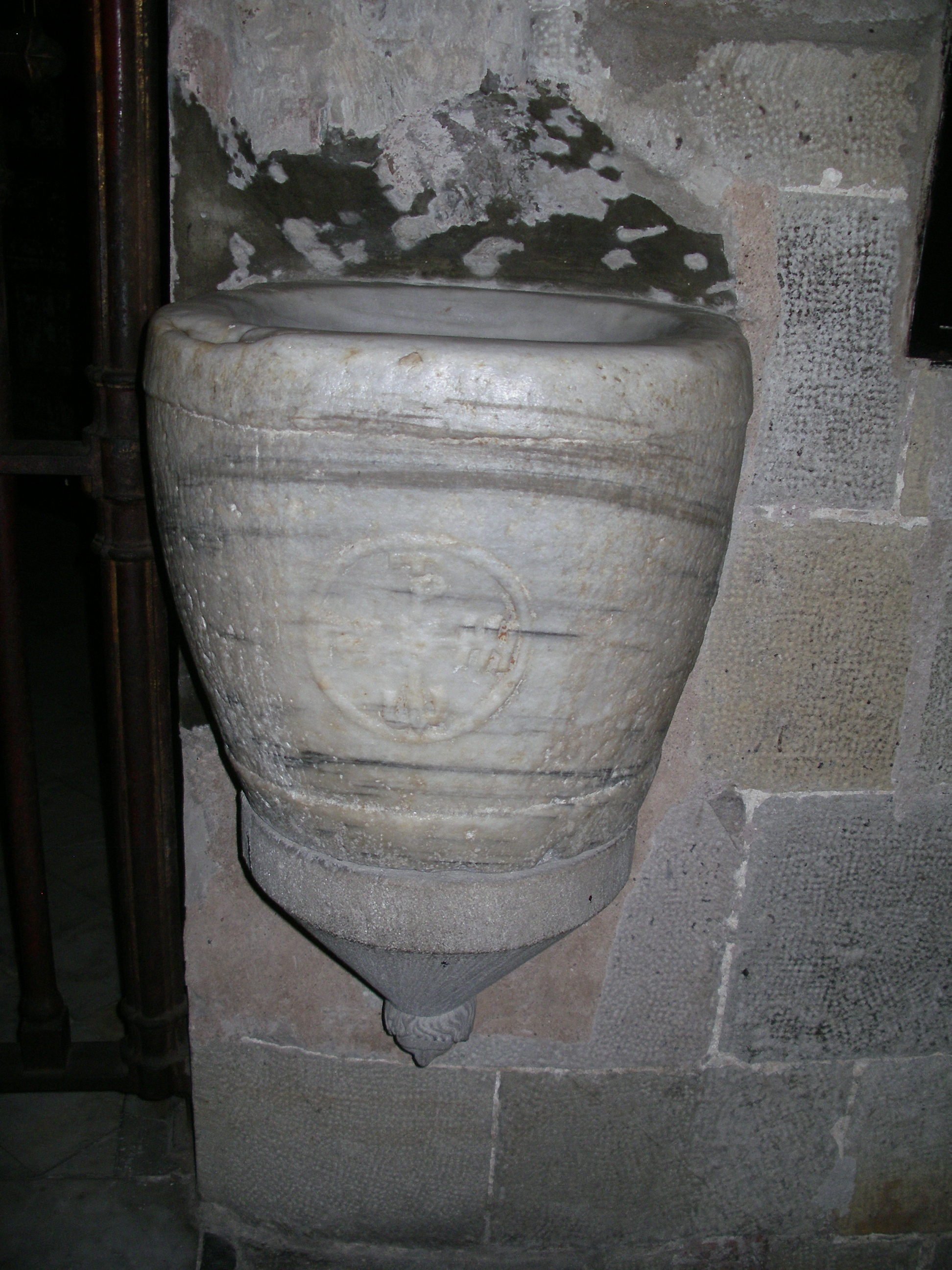
Pila bautismal del siglo V.
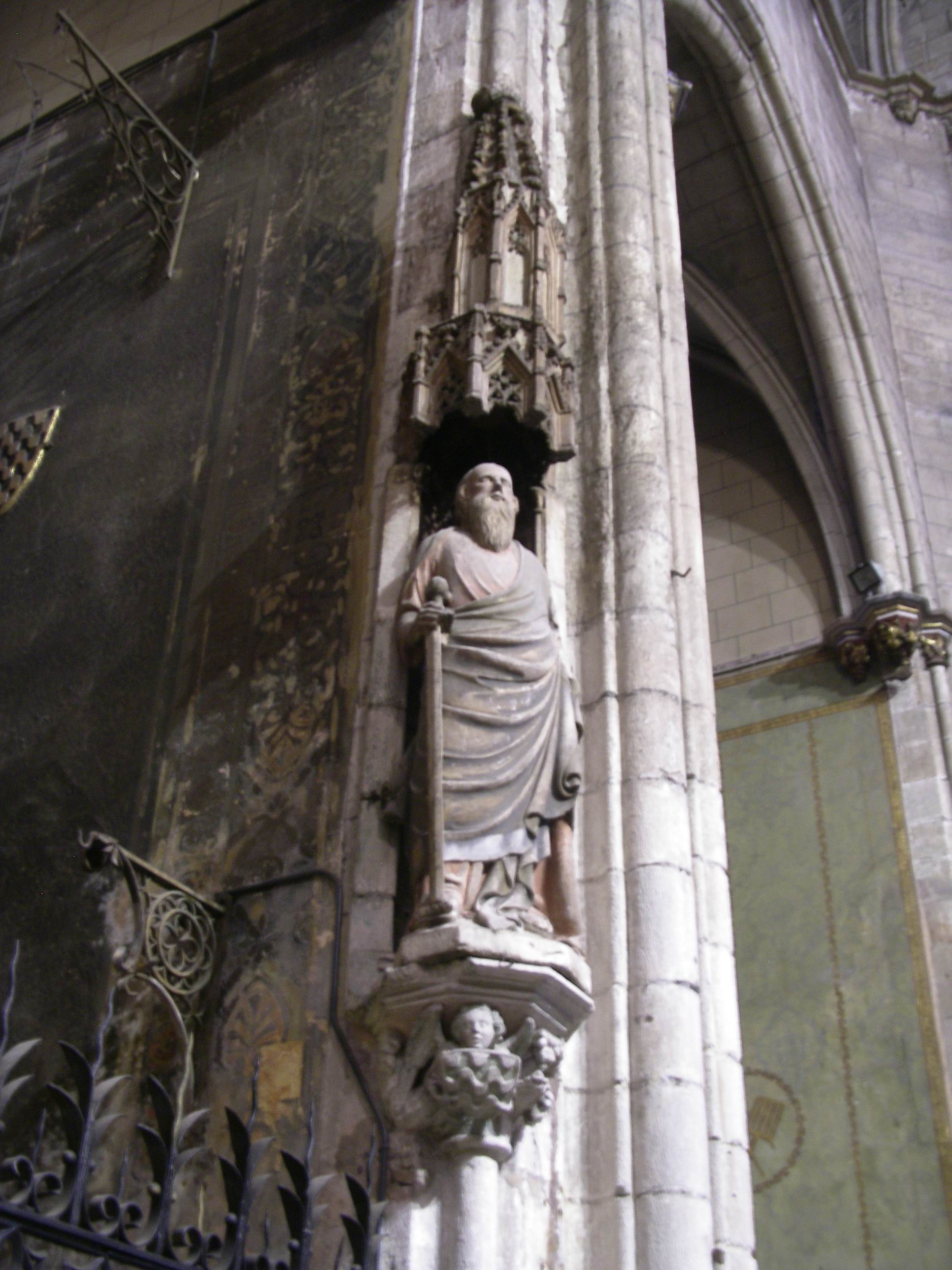
San Pablo, escultura del siglo XIV.
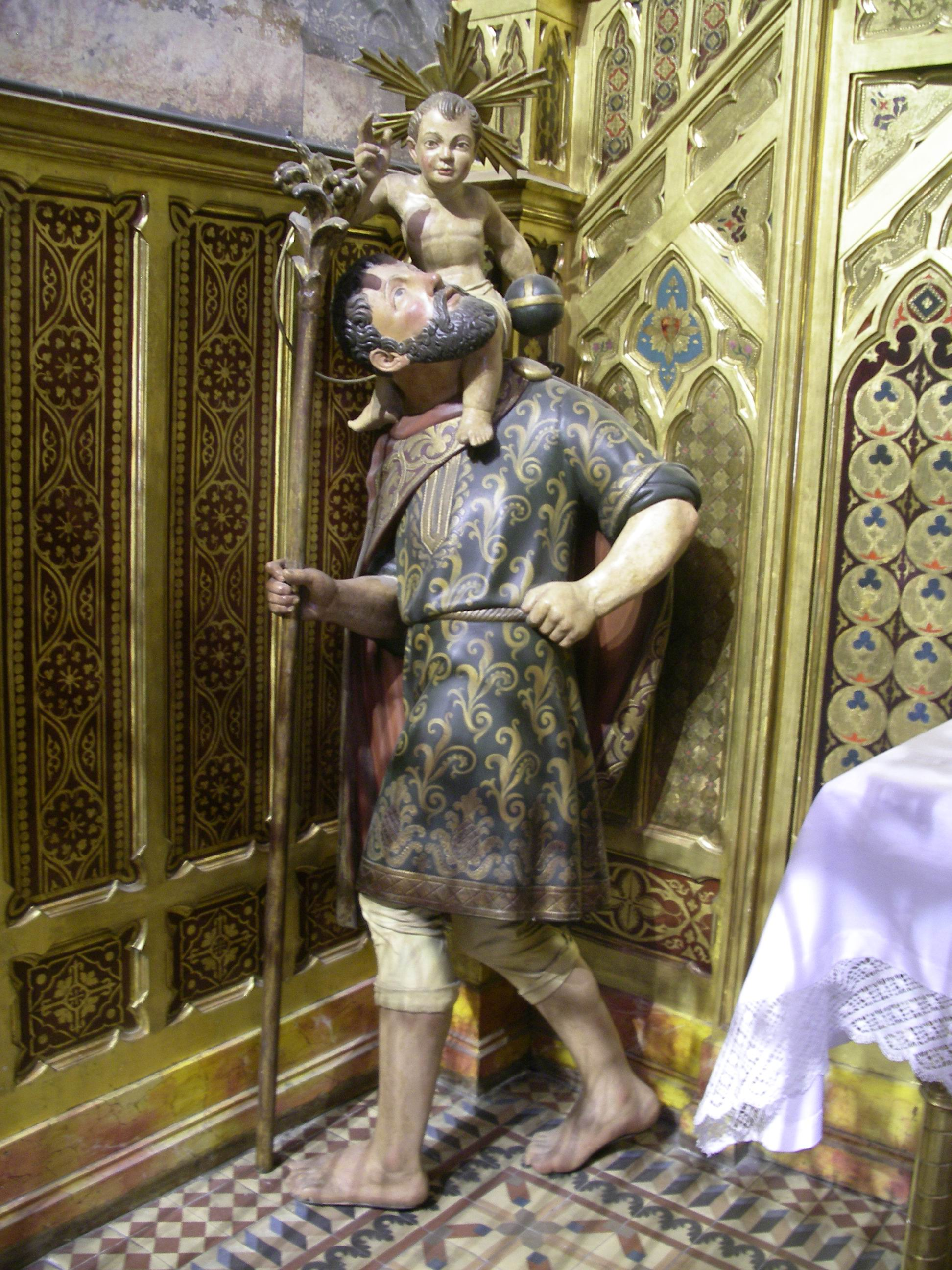
San Cristóbal, talla del siglo XVI.
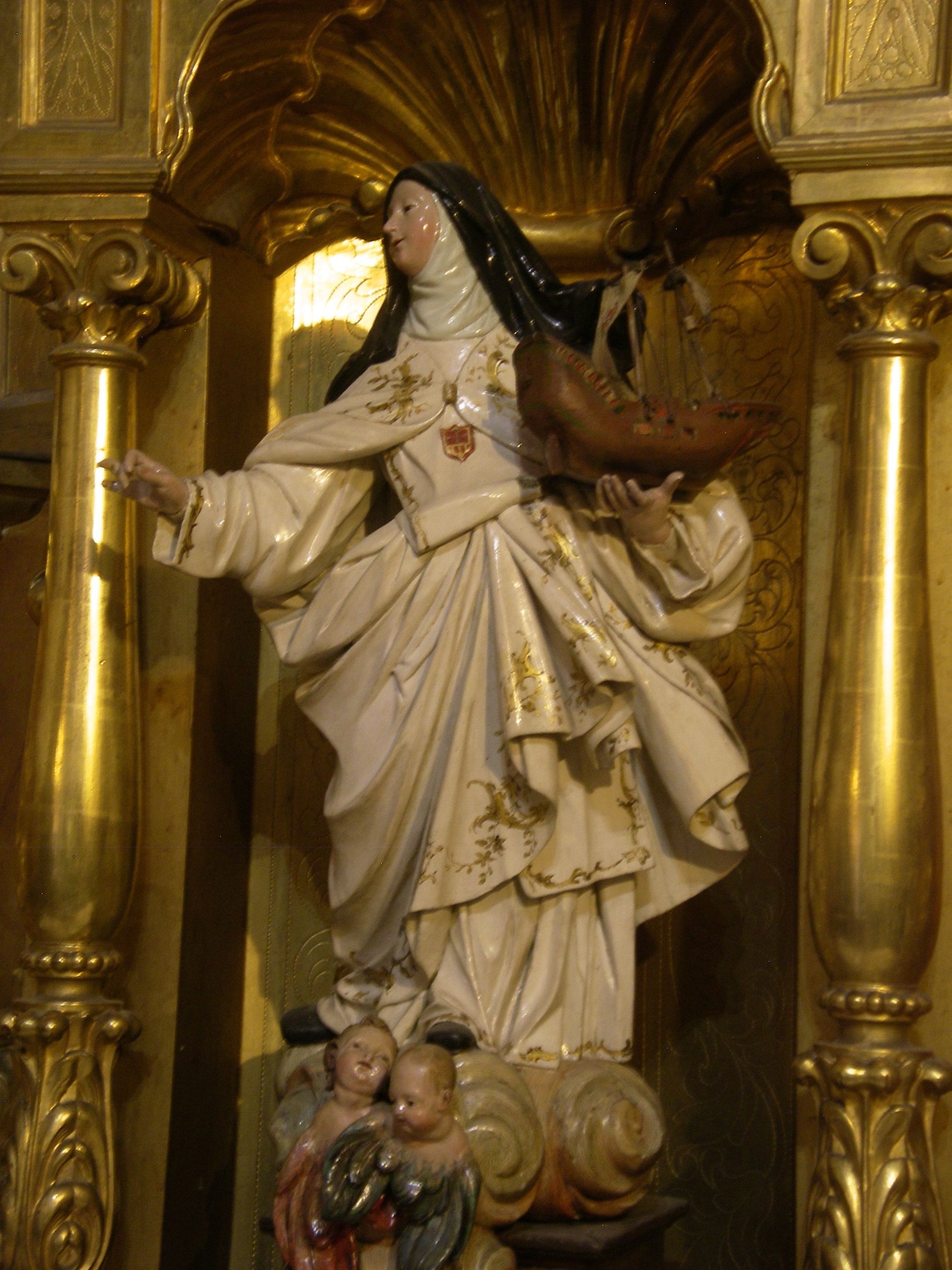
Santa María de Cervelló, talla del siglo XVIII.

Destaca la capilla del lado del Evangelio más cercana al ábside, dedicada a San Feliu y a la Santa Cruz, que contiene uno de los mejores retablos catalanes del siglo XVI, el de la Pasión pintado por Pere Nunyes entre 1528 y 1530.
En la capilla de San Paciano hay un retablo del siglo XVIII, al pie del cual se encuentra una urna con los restos de san Paciano de Barcelona, obispo de Barcelona e importante escritor del siglo IV.
Desde el año 2002 en la basílica se encuentra una réplica de la imagen de la Virgen de Candelaria, Patrona de Canarias, que fue donada por la Casa Canaria de Cataluña.